# Serra de la Torre (Aiguamúrcia)
La Serra de la Torre és una serra situada al municipi d'Aiguamúrcia (Alt Camp), amb una elevació màxima de 775 metres.